# Идеалист (филм)
Идеалист је југословенски филм из 1976. године. Режирао га је Игор Претнар, који је написао и сценарио заједно са Иваном Цанкаром и Витомилом Зупаном. На Филмском фестивалу у Пули филм је добио награду Златна арена, Милена Зупанчић за женску а Радко Полич за мушку улогу у филму. Берта Меглич је добила диплому за маску.

## Улоге
| Глумац               | Улога                     |
| -------------------- | ------------------------- |
| Радко Полич          | Мартин Кацур              |
| Милена Зупанчић      | Тончка                    |
| Даре Улага           | Ферјан                    |
| Стево Жигон          | Приест фром Запоље        |
| Арнолд Товорник      | Свештеник из Блатног Дола |
| Берт Сотлар          | Мајор из Блатног Дола     |
| Јанез Албрехт        | Грајзар                   |
| Марјета Грегорац     | Минка                     |
| Звоне Агрез          |                           |
| Ангел Арчон          |                           |
| Макс Бајц            |                           |
| Нада Бавдаз          |                           |
| Марија Бенко         |                           |
| Јанез Бермез         |                           |
| Иво Берсиниц         |                           |
| Маја Бох             |                           |
| Руса Бојц            |                           |
| Станислава Бонисегна |                           |
| Павла Брунцко        |                           |
| Францек Дрофеник     |                           |
| Јанез Ержен          |                           |
| Макс Фуријан         |                           |
| Владимир Јурц        |                           |
| Мила Качић           |                           |

Остале улоге  ▼
| Глумац            | Улога               |
| ----------------- | ------------------- |
| Јуре Кавшек       |                     |
| Борис Краљ        |                     |
| Александер Кросл  |                     |
| Тоне Кунтнер      |                     |
| Јозко Лукес       |                     |
| Андреј Меџерал    |                     |
| Петер Милитаров   |                     |
| Томаж Пипан       |                     |
| Винко Подгоршек   |                     |
| Матевж Полич      |                     |
| Франци Прус       |                     |
| Јанез Рохачек     | Наставник из Запоља |
| Лојзе Садар       |                     |
| Франце Северкар   |                     |
| Аленка Синковец   |                     |
| Душан Скедл       |                     |
| Маринка Штерн     |                     |
| Марјан Тробец     |                     |
| Франц Урсич       |                     |
| Даре Валић        |                     |
| Иво Зор           |                     |
| Марјетка Жупанчић |                     |